# Blanco (piosenkarz)
Blanco, właśc. Riccardo Fabbriconi (ur. 10 lutego 2003 w Brescii) – włoski piosenkarz i raper. Zwycięzca 72. Festiwalu Piosenki Włoskiej w San Remo (2022). Reprezentant Włoch w 66. Konkursie Piosenki Eurowizji (2022).

## Życiorys
Jego ojciec pochodzi z Rzymu, a matka z Lombardii. Dorastał w Calvagese della Riviera, małym miasteczku nad Lago di Garda. Większość dzieciństwa spędził w rodzinnej Brescii oraz w Desenzano del Garda, gdzie uczęszczał do szkoły. 9 czerwca 2020 wydał swoją EP-kę pt. Quarantine Paranoid na SoundCloud. Po podpisaniu kontraktu z wytwórniami Universal i Island Records zadebiutował albumem studyjnym Blu celeste, który osiągnął najwyższe miejsce na liście albumów FIMI, a później otrzymał czterokrotną platynę. Wiele jego singli dotarło do pierwszego miejsca list przebojów we Włoszech.
W grudniu 2021 nadawca Rai ogłosił, że Mahmood i Blanco wezmą udział z piosenką „Brividi” w 72. Festiwalu Piosenki Włoskiej w San Remo. W lutym 2022 wygrali w finale festiwale, zdobywając ponad 50% głosów. Na konferencji prasowej, która odbyła się wkrótce po wygraniu San Remo, ogłosili, że wezmą udział w 66. Konkursie Piosenki Eurowizji organizowanym w Turynie. W finale konkursu wystąpili w nim z dziewiątym numerem startowym i zajęli 6. miejsce po zdobyciu 268 punktów w tym 110 punktów od telewidzów (8. miejsce) i 158 pkt od jurorów (7. miejsce).

### Kontrowersje
W grudniu 2021 włoski raper i producent Tha Supreme publicznie oskarżył jednego ze swoich rówieśników o kopiowanie jego muzyki (w wersji pop) i udawanie, że nie wie o nim podczas wywiadów. Choć nigdy nie podał bezpośrednio imienia Blanco, sugerowano, że miał go na myśli.

## Dyskografia

### Albumy studyjne
| Tytuł       | Informacje                                             |
| ----------- | ------------------------------------------------------ |
| Blu celeste | - Wydany 10 września 2021 - Wytwórnia: Universal Music |

### Single
- "Belladonna (Adieu)" (2020)
- "Notti in bianco" (2020)
- "Ladro di fiori" (2020)
- "La canzone nostra" (z Mace i Salmo) (2021)
- "Paraocchi" (2021)
- "Mi fai impazzire" (ze Sfera Ebbasta) (2021)
- "Blu celeste" (2021)
- "Finché non mi seppelliscono" (2021)
- "Brividi" (z Mahmoodem) (2022)